# Finta Zoltán (költő)
Finta Zoltán (Nagyajta, 1896. április 7. – Budapest, Józsefváros, 1947. október 6.) magyar költő, író, újságíró.

## Életútja
Finta Géza és Száraz Anna fiaként született. Erzsébetvároson végezte a középiskolát, katonai szolgálata miatt félbemaradt kolozsvári orvosi tanulmányai után 1921-től újságíró a kolozsvári napilapoknál (Ellenzék, Keleti Újság). 1924-25-ben a kolozsvári Népújság c. "független politikai napilap" felelős szerkesztője; lapjának "Hasznos mulattató" c. rovatában színvonalas irodalmi anyagot közölt. Az 1920-as évek második felében a Temesvári Hírlap, az 1930-as évek közepén a Brassói Lapok belső munkatársa, 1940-ben a Keleti Újság szerkesztője lett Kolozsvárt.
Költőként a Napkeletben (1920-22), majd a – Tizenegyek antológiájában jelentkezett 1923-ban. Az Erdélyi Helikon munkatársa, a KZST tagja. Két önálló verskötete: Bort, búzát, békességet (Temesvár, 1926) és Valaki, ismeretlen (Kolozsvár, 1942). Verseit sajátos zeneiség hatja át. A Magyar Nép Könyvtára c. sorozat 36. számaként egy kötetnyi népolvasmánynak szánt elbeszélést (Jancsi és Juliska. Kolozsvár, 1929), a Brassói Lapok Ajándékregénytár sorozatában pedig két regényt jelentetett meg. A Huszár Emillel közösen írt Kőkereszt (Brassó 1934) a gazdasági válság hullámverésében vergődő székely cselédleány sorsát ábrázolja, Minden férfi gazember c. regénye (alcíme: Hangos filmhíradó városunk életéből. Írta az élet. Fényképezte Finta Zoltán. Brassó, 1934) ponyvára szánt újságíró-történet.
1944-ben Magyarországra menekült, a kolozsvári népbíróság távollétében "fasiszta tevékenység" vádjával 1946. április 15-én 20 év börtönre ítélte. Többé nem tért haza, Budapesten halt meg.

## Művei
- Bort, búzát, békességet. Finta Zoltán versei; Gutenberg Ny., Timişoara, 1926
- Jancsi és Juliska. Elbeszélések; Minerva Ny., Cluj-Kolozsvár, 1929 (A "Magyar Nép" könyvtára)
- Minden férfi gazember. Hangos filmhíradó városunk életéből; Lap- és Könyvkiadó, Braşov-Brassó, 1934 (Ajándékregénytár)
- Finta Zoltán–Huszár Emil: Kőkereszt. Regény; Lap- és Könyvkiadó, Braşov-Brassó, 1934 (Ajándékregénytár)
- Valaki, ismeretlen. Finta Zoltán versei; Minerva, Kolozsvár, 1942